# 2021年巴厘岛地震
2021年巴厘岛地震是指2021年10月16日发生于印度尼西亚的地震。该次地震震中位于印度尼西亚巴厘岛（南纬8.338度，东经115.472度），震级为mb 5.1，震源深度约为10.0千米。该次地震共导致3人死亡，另有73人受伤。

## 发震机制
巴厘岛坐落于巽他岛弧，即澳大利亚板块向巽他板块之下俯冲的俯冲带。这一地带的板块俯冲速度可达每年7.5厘米，因此地震活动十分活跃。发生在该地区的地震的震源机制通常为发生在俯冲带表面和北向的逆冲断层系上的逆断层。早年的学术研究结果显示，巴厘岛区域处于弗洛雷斯弧后逆冲断层上。然而，根据印度尼西亚气象、气候和地球物理局分析，该次地震发生在阿贡火山和巴杜尔火山附近的深度较浅的走滑断层上，而非弗洛雷斯弧后逆冲断层。其原因被认为是沿着断层发生的破裂是由地壳中的岩浆活动而引起的。
自有记录以来至在此次地震发生之前，巴厘岛当地发生过的最强烈的地震是1917年巴厘岛地震。该次地震震级为Ms 6.6级，导致1500人左右遇难。而最近发生在该地区的最强烈的地震是发生于2018年7月开始的一系列地震。这些地震包括2018年7月龙目岛地震、2018年8月5日龙目岛地震和2018年8月19日龙目岛地震。其中，地震规模最大的为发生在8月5日的地震，为MW 6.9级，共造成近600人死亡。

## 机构观测
根据美国地质调查局测定，该次地震震中位于贝都古西北18千米处（南纬8.338度，东经115.472度），震级为mb 5.1级，震源深度约为10.0千米。德国地球科学研究中心GEOFON台网中心测得的震级在数值上与美国相同，为MW 5.1级。欧洲地中海地震中心测得的震级在数值上较低，为MW 4.8级。此外，该机构还测定，该次地震震中位于南纬8.31度，东经115.44度，震源深度约为10千米，最大修订麦加利地震烈度为Ⅴ（5）度。

## 震害情况
据震中当地灾难管理局发言人称，震感持续了约5秒钟。印度尼西亚气象、气候和地球物理局认为，该次地震在巴厘岛和龙目岛附近造成了轻微震感。美国地质调查局根据在线互联网震感调查页面中收集到的至少90份震感报告，推测出该次地震的最大烈度为Ⅷ（8）度。然而，根据印度尼西亚气象、气候和地球物理局的推测，龙目岛北部以及位于巴厘岛的登巴萨和卡朗阿森县的震感仅相当于烈度Ⅴ（5）度。
震害主要出现在距离震中较近的巴厘岛下辖的卡朗阿森县等地。许多宗教建筑和历史建筑受到了中等至严重的伤害。据统计，共有至少762个建筑受损，其中101个建筑为宗教建筑。
共有3人在此次地震中遇难。其中一人为被掉落的砖块砸中的3岁女孩，其他两人均因山体滑坡而遇难。此外，共有73人在此次地震中受伤，其中有3人为重伤。伤情主要为头部受伤和骨折等。大多数伤者都在当地的医院接受治疗，并已陆续出院。